# Vojtěch Hlaváč
Vojtěch Hlaváč, Войтех Иванович Главач, také Hlavac nebo Hlawatsch (23. března 1849, Ledeč nad Sázavou – 19. března 1911, Petrohrad) byl český varhaník, skladatel, dirigent a vynálezce působící převážně v Rusku.

## Život
Studoval na Varhanické škole v Praze u Františka Blažka a Josefa Krejčího. Ve studiu pokračoval na varhanické škole v Paříži. Krátce učil v Banátu v Oravici na jihu dnešního Rumunska a poté se stal sbormistrem německého pěveckého sdružení v nedalekém Vršaci (dnes na území Srbska). Byl povolán k vojenské službě do Vídně. Stal se plukovním kapelníkem, ale záhy zběhl do Ruska, kde získal v Petrohradě postavení varhaníka carské italské opery a soukromě vyučoval hudbu.
V roce 1882 odešel do Pavlovska, kde se stal dirigentem orchestru Uměleckého klubu. Po návratu do Petrohradu v roce 1888 založil univerzitní symfonický orchestr a sbor a studentský dechový orchestr. Do repertoáru zařazoval i díla českých skladatelů a zasloužil se tak o propagaci české hudby v Rusku.
Mezi ruskou šlechtou si získal si velkou oblibu a byl zván do šlechtických sídel jako koncertní mistr i jako pedagog. V roce 1893 působil jako hudební inspektor v ústavu prince z Oldenburku a v roce 1895 také v obdobném zařízení princezny z Oldenburku.
V letech 1890–1892 absolvoval studijní cestu po ruských školách a podílel se na vypracování osnovy státního hudebního školství. Na Všeruské výstavě v Nižním Novgorodě, která se konala v roce 1896, řídil sto koncertů. Od roku 1900 až do své smrti byl varhaníkem dvorního orchestru v Petrohradě. Byl jmenován carským dvorním sólistou a kapitánem orchestrů ruského námořnictva. Za svou činnost v Rusku byl mnohokrát vyznamenán vysokými řády.

## Vynálezce
V roce 1880 navrhl zdokonalené koncertní harmonium, které mělo 31 rejstříků, rozsah rozšířený o jednu oktávu a další technická vylepšení. Nástroj postavila stuttgartská firma „Schiedmayer und Söhne“ a Hlaváč s ním podnikal koncertní turné po Německu, Itálii a Anglii. Později s tímto nástrojem vystupovala i jeho dcera, zpěvačka Zora Hlaváčová. V sezóně 1897–1898 jej představila i v Čechách.
Na své cestě po Itálii se seznámil s úpravou klavíru, která umožňovala libovolně prodlužovat tón opakovanými slabšími údery zvláštních malých kladívek. Vynalezl další technické zlepšení a takto upravený nástroj nazval Armonipiano. Pro tento nástroj komponoval některé své operní transkripce i Ferenc Liszt, jinak se však neujal.
S oběma nástroji se s velkým úspěchem zúčastnil světových výstav v Paříži (1889), Chicagu (1893) a Mezinárodní výstavy v Antverpách (1899), nejen jako vynálezce, ale i jako virtuóz na tyto nástroje.

## Dílo

### Klavírní skladby
- Mille Fleurs, op. 2 (1863)
- Křepelinka (1865)
- Srpske narodne pesne (klavír na čtyři ruce)
- Valčíky
- Koncertní etuda Es-dur
- Valse-Etude Des-dur
- Valse-Impromptu A-dur
- Gavotta
- Fantasie op. 29

### Vokální skladby
- Romansy
- Dvojzpěvy
- Zabitý (mužský sbor) a další sbory
- Selskije chory (zpěvník pro školy)

### Orchestrální skladby
- Chopinovská suita
- 4 rhapsodie z lidových písní srbských, maďarských a ruských

Neprovedena zůstala komická opera Oblava. Upravil řadu skladeb světových skladatelů pro své Armonipiano.